# José Dolores Estrada Morales
José Dolores Estrada Morales (1869 - 1939), atuou brevemente como presidente interino da Nicarágua por uma semana entre 20 a 27 de agosto de 1910, durante o tumultuado período após queda de José Santos Zelaya e de José Madriz, após liderar uma rebelião, apoiada pelos Estados Unidos, que destituiu estes governantes. Entregou o poder ao seu irmão, Juan José Estrada. Faleceu no ano seguinte.